# Взятие Новгорода (1067)

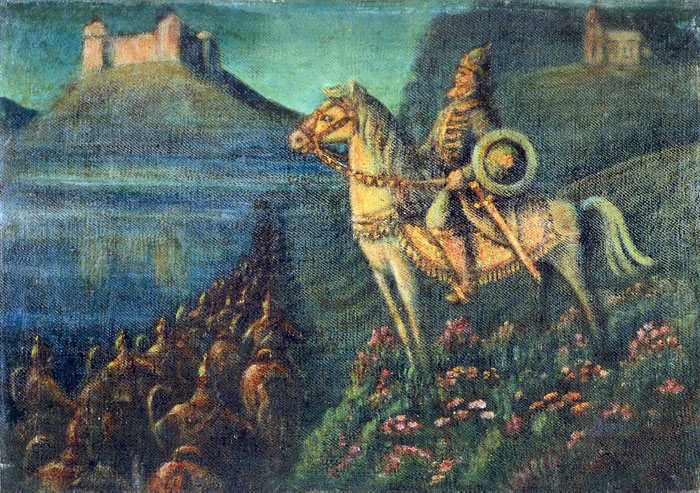
Полоцкий князь Всеслав Брячиславич на картине Я. Дроздовича «Князь Усяслаў Чарадзей пад Гародняй» (1944)

Взятие Новгорода — захват Новгорода войсками полоцкого князя Всеслава Брячиславича, который произошёл в 1067 году, во время похода Всеслава на Новгородское княжество.

## Полоцко-новгородская война (1065—1067)

### Причины
В 1044 году Всеслав Брячиславич возглавил Полоцкое княжество. До 1065 года его правление проходило в мире с соседними княжествами, но в 1065 году он начал нападать на Новгородское княжество. Летописи не сообщают о причинах данных нападений, а лишь свидетельствуют об том, что они происходили. «Слово о полку Игореве» повествует об походе Всеслава на Новгород, как об эпизоде его борьбы за киевский великокняжеский стол. Все эти сведения для большинства исследователей (С. Соловьев, М. Грушевский, Л. Алексеев, Э. Загорульский, Ю. Заяц) стали основанием видеть в лице полоцкого князя главную причину междоусобных войн второй половины XI в. По мнению английских историков С. Франклина и Д. Шепарда, в действиях Всеслава замечается попытка нейтрализации Новгорода, его подчинения Полоцку, что позволяло усилить контроль над Балтийским побережьем. Между тем, белорусский историк Г. Семенчук считает, что действия Всеслава были спровоцированы походом великого князя киевского Изяслава Ярославича (отца новгородского князя Мстислава Изяславича) на сасолов в Нижнем Подвинье и обложение их данью, так как данные действия угрожали контролю Полоцка над западно двинской торговой коммуникацией и над подчиненными ему территориями ливов, куршей, земгалов. Белорусский историк С. Тарасов считает, что Всеслав провел походы на Псков и Новгород, чтобы заступиться за князей-сирот, которые приходились ему племянниками и были обделены Ярославичами при решении вопроса об наследственности Смоленска.

### Военные действия
В 1065 году полоцкий князь Всеслав Брячиславич вторгся в земли Новгородского княжества. Его войско осадило город Псков. Осада продолжалась недолгое время, так как из-за упорного сопротивления псковитян войско Всеслава понесло большие потери и он был вынужден отступить. Возможно и то, что отступить полоцкого князя заставило приближение войск новгородского князя Мстислава Изяславича.
В 1067 году полоцкий князь Всеслав Брячиславич повторно вторгся в Новгородское княжество с целью грабежа.
Всеслав пошел к Пскову. Новгородский князь Мстислав Изяславич достаточно быстро собрал войска для сопротивления напавшим и перехватил полочан у реки Черёхи. Там состоялось сражение, которое новгородцы проиграли. После этого сражения новгородская армия перестала существовать, а новгородский князь бежал в Киев.
Пользуясь ситуацией, Всеслав, не дойдя до Пскова, свернул на столицу княжества — Новгород.

## Штурм Новгорода
В Новгороде оборона не была подготовлена. При отсутствии князя новгородцы растерялись и не знали, что им делать дальше.
Всеслав же пришел к городу. Узнав, что город не сдастся ему, он, исходя из миниатюры в Радзивилловской летописи, велел своим воинам поджечь стены. Стены были подожжены и сгорели. После этого полоцкие войска атаковали и захватили город. По мнению академика А. Н. Лихачева, Новгород был взят с третьего приступа.

В «Слове о полку Игореве» рассказана иная версия захвата Новгорода полоцким князем. Там говорится, что армия Всеслава Брячиславича пробилась в город через ворота и захватила его:

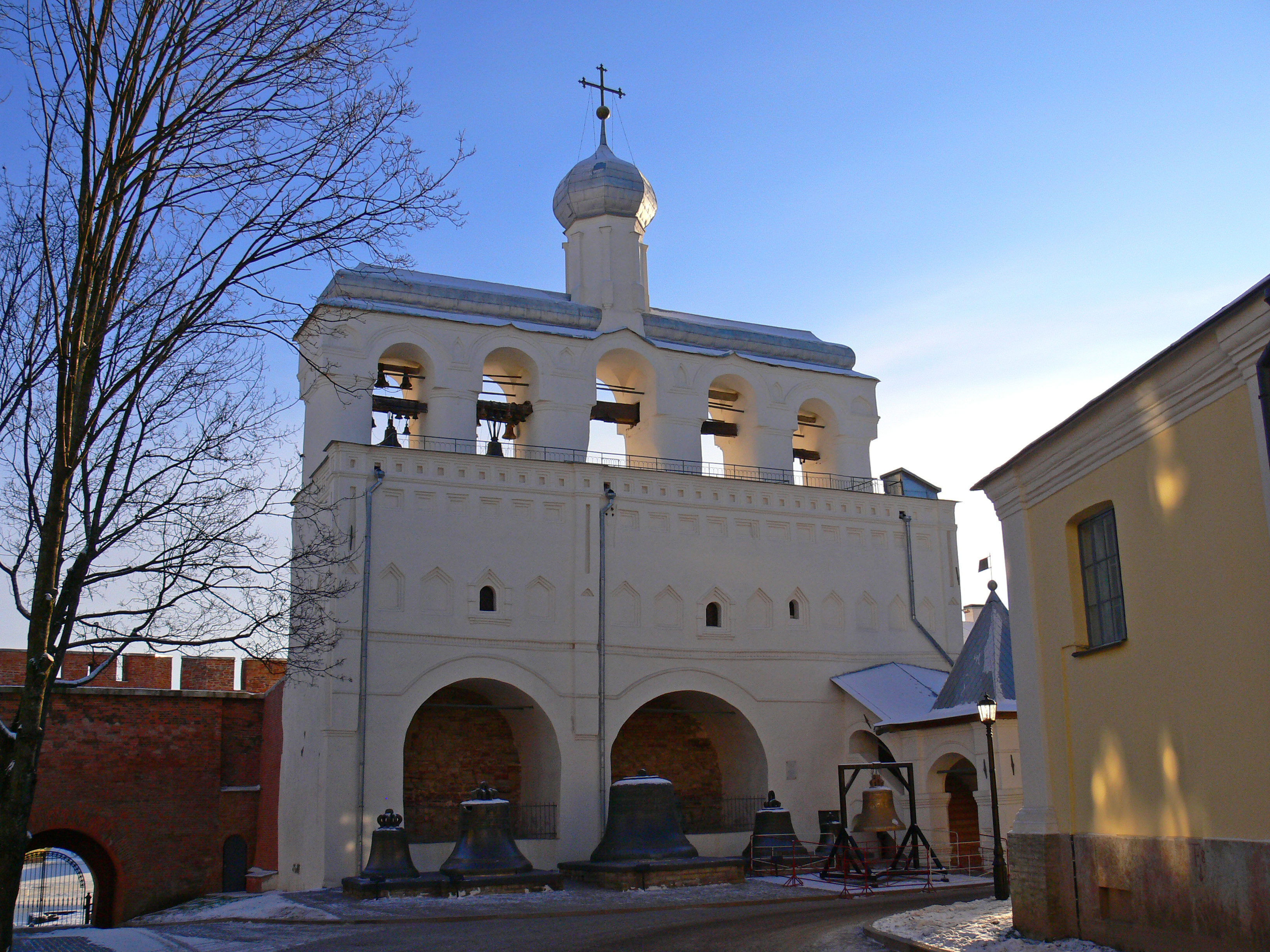
Софийская колокольня в Новгороде

утръже вазни с три кусы: отвори врата Нову-граду, разшибе славу Ярославу, скочи волком до Немиги съ Дудутокъ. 

## Разграбление Новгорода
Новгород был частично сожжён, часть горожан была взята в плен.
С особым рвением Всеслав разграбил тамошний храм Святой Софии — оттуда была вывезена вся церковная утварь, сняты паникадила и колокола, вывезены святые образы.
Своими поступками Всеслав стремился принизить значение Новгорода, как крупнейшего церковного центра Северной Руси. Кроме того, это было наказание Новгородской епархии за неуступчивость в деле создания Полоцкой епископии. Впрочем, есть иная версия, что захватом Новгорода он отомстил за сожжение Полоцка новгородской ратью в 986 году, а колокола Софийские, князь полоцкий вернул свои, которые заказал в Византии, то есть новгородцы унесли их из Полоцка (или их умыкнули Новгородские ушкуйники, ограбив византийских купцов, так сказать экспатриировали заказанный полочанами товар).

## Последствия
После этой победы Всеслав Брячиславич продолжил походы против соседних княжеств. Весной 1067 года он захватил Новогрудок. После этого против него выступила объединенная армия Киевской Руси и нанесла ему поражение у реки Немиги. Чуть позже его схватили обманом и посадили в поруб. Однако уже в 1068 году триумвират Ярославичей потерпел поражение от половцев. Это спровоцировало восстание в Киеве. Восставшие возвели Всеслава на киевский престол, на котором он продержался семь месяцев.